# Volkswagen W12

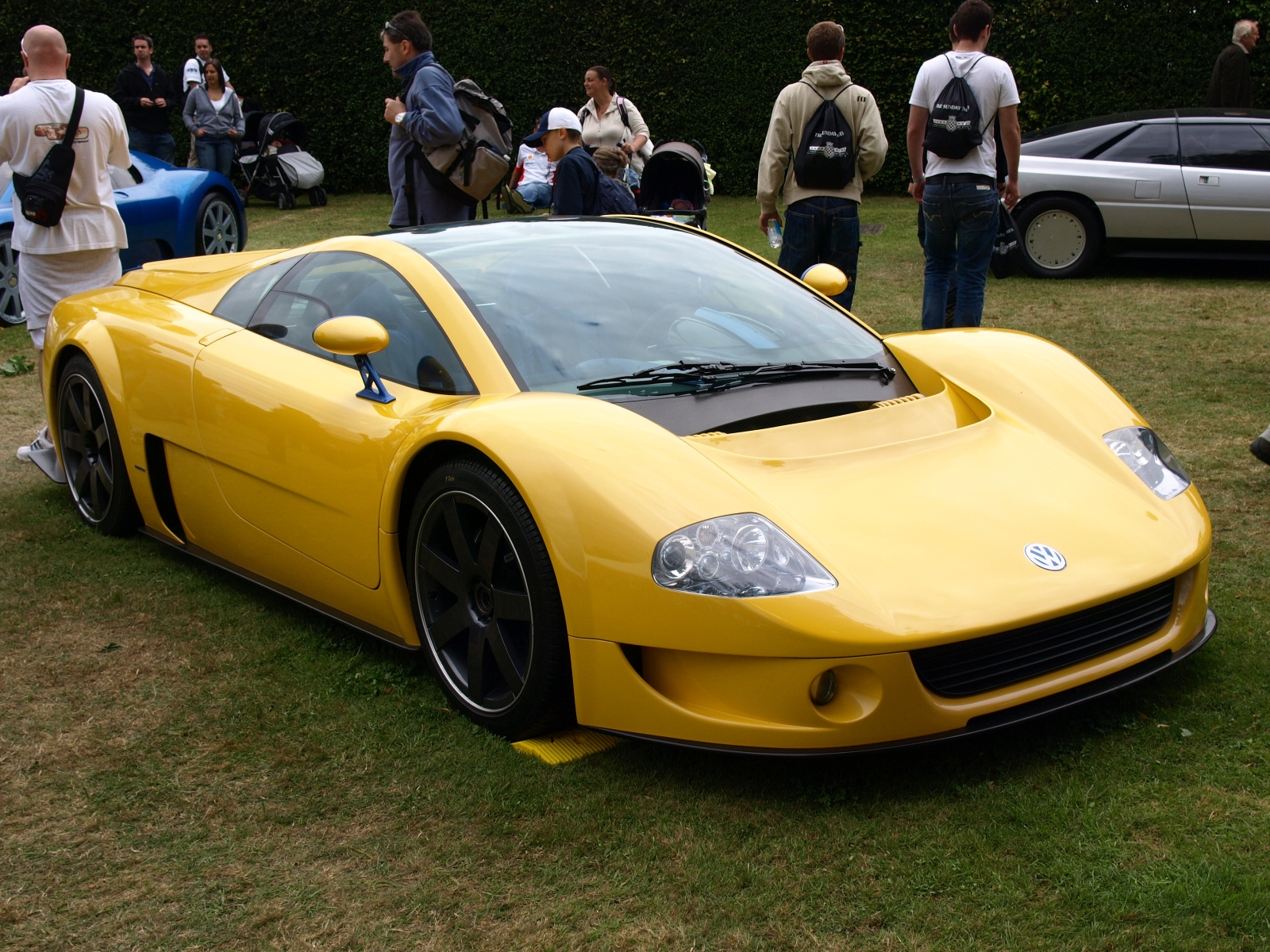
Volkswagen W12

Volkswagen W12 Roadster, W12 Coupé och W12 Nardò, var en konceptbil från Volkswagen lanserad 1998.
Volkswagen W12 Roadster var en exklusiv roadsterstudie från året 1998. Bilen utvecklades i samarbete med ItalDesign. Den 12 cylindriga motorn var av W-typ, en kompakt konstruktion av 2 stycken VR-6 motorer som är sammansatta i en vinkel av 72°. 4 ventiler per cylinder styres av 4 överliggande kedjedrivna kamaxlar. Med en cylindervolym på 5,6 liter utvecklade motorn 420 hk vid 5800 varv/min.
W12 Roadster var konstruerad på klassiskt vis med motorn framför bakaxeln, och en 6 växlad sekventiell växellåda och med drivning av bakhjulen. Bilen är 4,40 meter lång och bredden 1,92 meter. höjden endast 1 meter. Bilen hade inget tak.
Bilen fanns också i ett Coupéutförande från 1997.